# Agriotypus zhejiangensis
Agriotypus zhejiangensis är en stekelart som beskrevs av He och Chen 1997. Agriotypus zhejiangensis ingår i släktet Agriotypus och familjen brokparasitsteklar. Inga underarter finns listade i Catalogue of Life.